# Bulevardul amurgului
Bulevardul amurgului (ortografiat și ca Bulevardul Amurgului) (în engleză Sunset Boulevard, cunoscut și ca SUNSET BLVD.) este un film noir dramatic de dragoste american din 1950 regizat de Billy Wilder și produs de Charles Brackett, scenariul fiind realizat de Wilder și Brackett. A fost numit după numele bulevardului care trece prin Los Angeles și Beverly Hills, California. 
În rolurile principale interpretează actorii William Holden ca Joe Gillis, un scenarist falit și Gloria Swanson ca Norma Desmond, o fostă vedetă de film mut, care îl atrage în lumea ei fantomatică dementă, în care visează halucinant să se întoarcă triumfător pe ecran. Erich von Stroheim îl joacă pe Max von Mayerling, majordomul ei devotat, iar în rolurile secundare apar Nancy Olson, Jack Webb, Lloyd Gough și Fred Clark. Regizorul Cecil B. DeMille și jurnalistul Hedda Hopper apar în propriile roluri, de asemenea filmul include alte apariții cameo ale unor actori de frunte ale filmului mut: Buster Keaton, H. B. Warner și Anna Q. Nilsson.
Lăudat de mulți critici de film la lansarea sa, Bulevardul amurgului a fost nominalizat la 11 premii Oscar (inclusiv nominalizări în toate cele patru categorii de actorie) și a câștigat trei. Este adesea clasat printre cele mai bune filme realizate vreodată. Întrucât a fost considerat „semnificativ din punct de vedere cultural, istoric sau estetic” de către Biblioteca Congresului Statelor Unite în 1989, Bulevardul amurgului a fost inclus în primul grup de filme selectate pentru păstrare în Registrul Național al Filmului. În 1998, s-a clasat pe locul 12 în lista Institutului American de Film cu cele mai bune 100 de filme americane ale secolului al XX-lea, iar în 2007 a fost pe locul 16 în lista lor de la a 10-a aniversare.

## Rezumat
Într-un conac de pe Sunset Boulevard, corpul lui Joe Gillis plutește în piscină. Într-un flashback, Joe relatează evenimentele care au dus la moartea sa.
Șase luni mai devreme, scenaristul falit Joe încerca să-i vândă lui Sheldrake, un producător de la Paramount Pictures, o poveste pe care i-a trimis-o. Cititoarea de scenarii Betty Schaefer îl critică aspru, fără să știe că Joe este în spatele ei. Mai târziu, în timp ce fuge de recuperatorii de credit care voiau să-i confiște mașina sa, Joe are pană de cauciuc și ajunge pe aleea unui conac aparent pustiu. După ce a ascuns mașina într-un garaj, el aude o femeie care îl cheamă, confundându-l cu altcineva. Condus de Max, majordomul, Joe o recunoaște pe femeie drept vedeta filmelor mute, de mult timp uitată, Norma Desmond. Aflând că Joe este scenarist, Norma îi cere părerea despre un scenariu pe care l-a scris pentru un film despre Salomeea. Ea planifică să revină pe marele ecran prin interpretarea rolului principal. Joe își dă seama că scenariul ei este copilăresc, dar o măgulește pentru a fi angajat să-i rescrie scenariul.
Se mută în conacul Normei la insistențele ei. Joe nu se simte în apele sale, dar acceptă treptat situația sa dependentă. El observă că Norma refuză să accepte că faima ei s-a dus și află că scrisorile fanilor pe care încă le mai primește sunt scrise în secret de Max, care explică că Norma este instabilă emoțional și a încercat de mai multe ori să se sinucidă. Norma devine obsedată de Joe și îi cumpără haine scumpe. La petrecerea ei de Revelion, Joe descoperă că el este singurul invitat și își dă seama că Norma s-a îndrăgostit de el. Joe încearcă să o părăsească cu binișorul, dar Norma îl păcălește și se retrage în camera ei. Joe îl vizitează pe prietenul său Artie Green pentru a-i cere să locuiască cu acesta. El o întâlnește din nou pe Betty, despre care află că este iubita lui Artie. Betty crede că o scenă din unul dintre scenariile lui Joe are potențial, dar Joe nu este interesat. Când îl sună pe Max pentru a-i împacheta lucrurile, Max îi spune că Norma și-a tăiat venele cu un brici. Joe se întoarce la Norma.

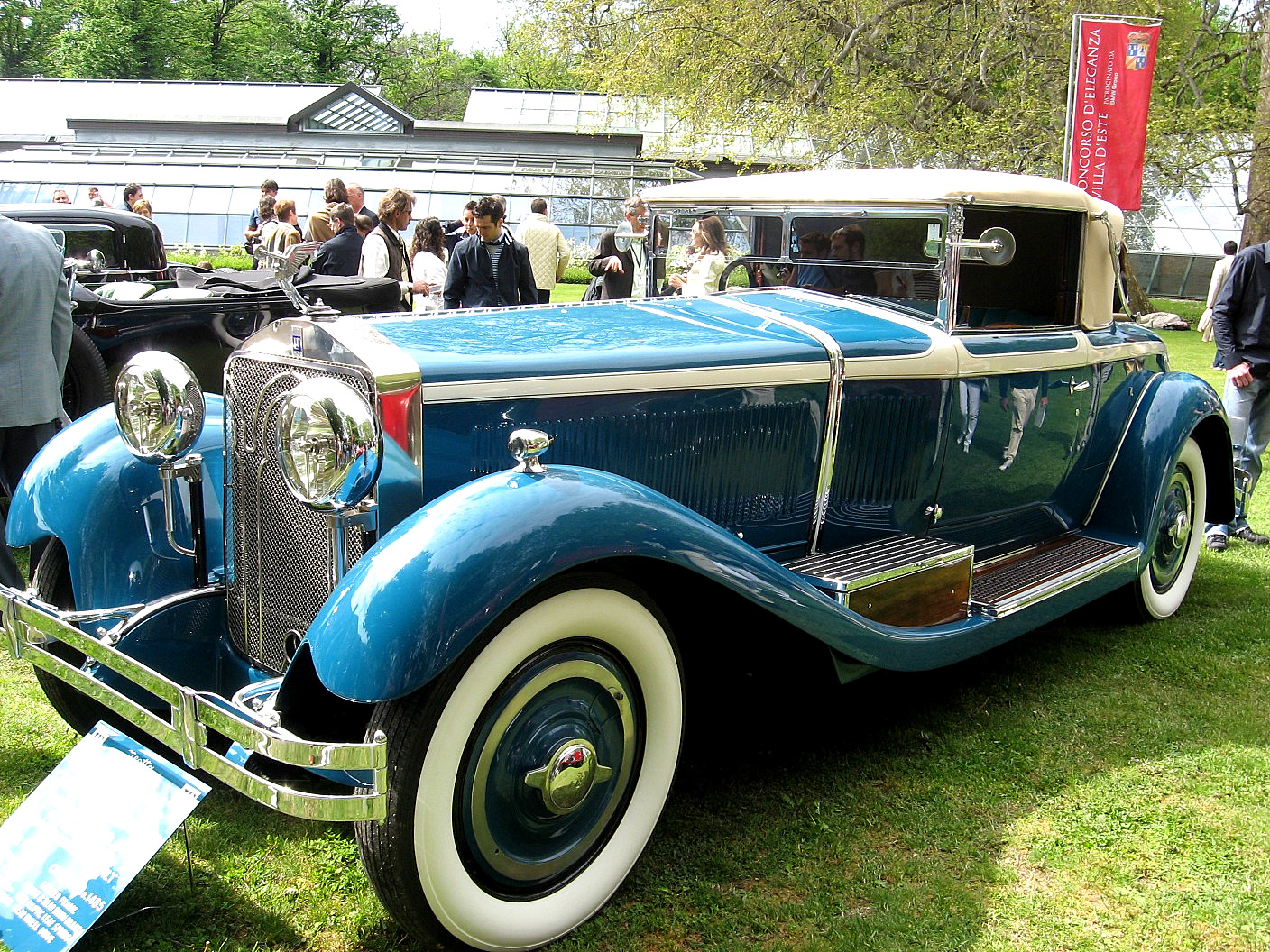
Isotta-Fraschini Tipo 8A din 1929.

Norma a trimis scenariul Salomeea fostului ei regizor Cecil B. DeMille la Paramount. Începe să primească apeluri de la producătorul executiv Paramount, Gordon Cole, dar refuză să vorbească cu subalterni, ea vrea să discute doar cu DeMille. În cele din urmă, se duce cu Max și Joe la Paramount într-o Isotta Fraschini din 1929. Angajații mai vechi ai studioului o recunosc și o salută cu căldură. DeMille o primește afectuos și o tratează cu mult respect, evitând cu tact întrebările despre scenariul ei. Între timp, Max află că Gordon Cole vrea doar să-i închirieze mașina neobișnuită pentru un film.
Pregătindu-se pentru revenirea sa imaginată, Norma este supusă unor tratamente riguroase de înfrumusețare. Între timp, Joe lucrează în secret în biroul lui Betty de la Paramount, colaborând la un scenariu original. Activitatea sa este descoperită de Max, care dezvăluie că a fost un regizor de film respectat, că el a descoperit-o pe Norma când era o fată adolescentă, a făcut-o vedetă și a fost primul ei soț. După ce a divorțat de el, a considerat că viața fără ea este insuportabilă și și-a abandonat cariera pentru a intra în slujba ei. Între timp, în ciuda logodnei lui Betty cu Artie, Betty și Joe se îndrăgostesc. După ce Norma descoperă un manuscris cu numele lui Joe și Betty pe el, o telefonează pe Betty și îi insinuează ce fel de bărbat este Joe. Joe, auzind, o invită pe Betty să vină să se convingă singură. Când ea ajunge, el se preface că este mulțumit că este un gigolo, dar după ce pleacă în lacrimi, el împachetează pentru a reveni la vechiul său serviciu de la un ziar din Ohio. El o informează brutal pe Norma că nu va fi nici o revenire, că scrisorile ei de la fani sunt de fapt de la Max, iar ea a fost uitată de mult. Nu ia în seamă amenințarea Normei de a se sinucide și nici arma pe care o ține în mână. Când Joe iese din casă, Norma îl împușcă de trei ori și cade în piscină.
Flashback-ul se termină. Casa este plină de polițiști și de reporteri. Norma, care a pierdut orice legătura cu realitatea, crede că toți sunt acolo pentru a filma Salomeea. Max se preface că pregătește o scenă pentru ea și strigă: „Acțiune!” În timp ce camerele de filmat pornesc, Norma coboară dramatic pe scara ei cea mare. Face o pauză și începe un discurs improvizat despre cât de fericită este să facă din nou un film, terminând cu: „Bine, domnule DeMille, sunt gata pentru prim plan”, în timp ce ea pășește apoi într-o halucinație de grandoare spre camera de filmat.

## Distribuție

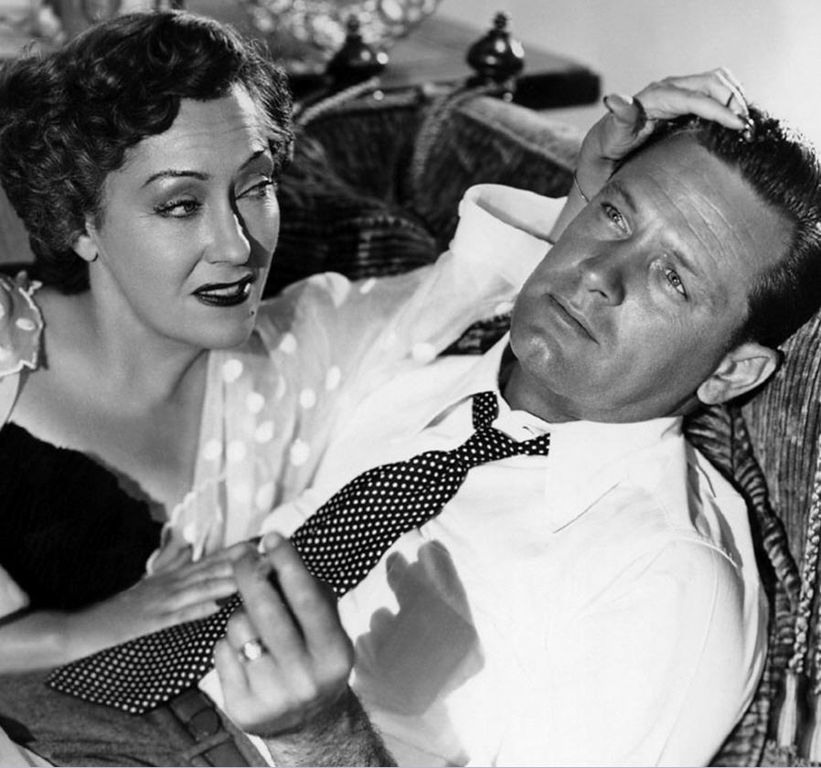
Gloria Swanson și William Holden în Sunset Boulevard

- William Holden - Joe Gillis, scenarist
- Gloria Swanson - Norma Desmond, fostă vedetă a filmului mut
- Erich von Stroheim - Max von Mayerling, majordomul Normei, primul ei soț (din trei) și primul regizor care a descoperit-o
- Nancy Olson - Betty Schaefer, analistă de scenarii la Paramount Pictures
- Fred Clark - Sheldrake, producător de film la Paramount Pictures
- Lloyd Gough - Morino, agentul lui Joe Gillis
- Jack Webb - Artie Green
- Franklyn Farnum - Undertaker
- Larry J. Blake - Finance man #1
- Charles Dayton - Finance man #2
- Cecil B. DeMille - rolul său
- Hedda Hopper - rolul său
- Sidney Skolsky - rolul său
- Buster Keaton - rolul său (jucător de bridge acasă la Norma)
- Anna Q. Nilsson - rolul său (jucător de bridge acasă la Norma)
- H. B. Warner - rolul său (jucător de bridge acasă la Norma)
- Ray Evans (pianist la petrecerea lui Artie)
- Jay Livingston (pianist la petrecerea lui Artie)
- Robert Emmett O'Connor - Jonesy (paznic bătrân la intrarea Paramount Pictures)
- Henry Wilcoxon - actor în filmul lui DeMille's 'Samson and Delilah' (nemenționat)

## Premii și nominalizări
| Premiu                               | Categorie                                              | Nominalizat(i)                                          | Rezultat     |
| ------------------------------------ | ------------------------------------------------------ | ------------------------------------------------------- | ------------ |
| Premiile Oscar                       | cel mai bun film                                       | Charles Brackett                                        | Nominalizare |
| Premiile Oscar                       | cel mai bun regizor                                    | Billy Wilder                                            | Nominalizare |
| Premiile Oscar                       | cel mai bun actor                                      | William Holden                                          | Nominalizare |
| Premiile Oscar                       | Best Actress                                           | Gloria Swanson                                          | Nominalizare |
| Premiile Oscar                       | Best Supporting Actor                                  | Erich von Stroheim                                      | Nominalizare |
| Premiile Oscar                       | Best Supporting Actress                                | Nancy Olson                                             | Nominalizare |
| Premiile Oscar                       | Best Story and Screenplay                              | Charles Brackett, Billy Wilder and D. M. Marshman Jr.   | Câștigat     |
| Premiile Oscar                       | Best Art Direction – Black-and-White                   | Hans Dreier, John Meehan, Samuel M. Comer and Ray Moyer | Câștigat     |
| Premiile Oscar                       | Best Cinematography – Black-and-White                  | John F. Seitz                                           | Nominalizare |
| Premiile Oscar                       | Best Film Editing                                      | Arthur P. Schmidt and Doane Harrison                    | Nominalizare |
| Premiile Oscar                       | Best Scoring of a Dramatic or Comedy Picture           | Franz Waxman                                            | Câștigat     |
| Blue Ribbon Awards                   | Best Foreign Film                                      | Billy Wilder                                            | Câștigat     |
| Bodil Awards                         | Best American Film                                     | Billy Wilder                                            | Câștigat     |
| Cahiers du Cinéma                    | Best Film                                              | Billy Wilder                                            | Nominalizare |
| Directors Guild of America Awards    | Outstanding Directorial Achievement in Motion Pictures | Billy Wilder                                            | Nominalizare |
| DVD Exclusive Awards                 | Best Overall New Extra Features – Library Release      | John Barbour (for the "Special Collector's Edition")    | Nominalizare |
| Golden Globe Awards                  | Best Motion Picture – Drama                            | Sunset Boulevard                                        | Câștigat     |
| Golden Globe Awards                  | Best Actress in a Motion Picture – Drama               | Gloria Swanson                                          | Câștigat     |
| Golden Globe Awards                  | Best Supporting Actor – Motion Picture                 | Erich von Stroheim                                      | Nominalizare |
| Golden Globe Awards                  | Best Director – Motion Picture                         | Billy Wilder                                            | Câștigat     |
| Golden Globe Awards                  | Best Screenplay – Motion Picture                       | Charles Brackett, Billy Wilder and D. M. Marshman Jr.   | Nominalizare |
| Golden Globe Awards                  | Best Original Score – Motion Picture                   | Franz Waxman                                            | Câștigat     |
| Golden Globe Awards                  | Best Cinematography – Black and White                  | John F. Seitz                                           | Nominalizare |
| Jussi Awards                         | Best Foreign Actress                                   | Gloria Swanson                                          | Câștigat     |
| Nastro d'Argento                     | Best Foreign Director                                  | Billy Wilder                                            | Câștigat     |
| Nastro d'Argento                     | Best Foreign Actress                                   | Gloria Swanson                                          | Câștigat     |
| National Board of Review Awards      | Best Film                                              | Sunset Boulevard                                        | Câștigat     |
| National Board of Review Awards      | Top Ten Films                                          | Sunset Boulevard                                        | Câștigat     |
| National Board of Review Awards      | Best Actress                                           | Gloria Swanson                                          | Câștigat     |
| National Film Preservation Board     | National Film Registry                                 | Sunset Boulevard                                        | Inducted     |
| New York Film Critics Circle Awards  | Best Film                                              | Sunset Boulevard                                        | Câștigat     |
| New York Film Critics Circle Awards  | Best Director                                          | Billy Wilder                                            | Câștigat     |
| New York Film Critics Circle Awards  | Best Actress                                           | Gloria Swanson                                          | Câștigat     |
| Online Film & Television Association | Hall of Fame – Motion Picture                          | Sunset Boulevard                                        | Câștigat     |
| Picturegoer Awards                   | Best Actor                                             | William Holden                                          | Nominalizare |
| Picturegoer Awards                   | Best Actress                                           | Gloria Swanson                                          | Nominalizare |
| Writers Guild of America Awards      | Best Written American Drama                            | Charles Brackett, Billy Wilder and D. M. Marshman Jr.   | Câștigat     |

## Legături externe
- Bulevardul amurgului la Internet Movie Database